# Filippo Terzi
Pour les articles homonymes, voir Terzi.
Filippo Terzi (né à Bologne en 1520 et mort à Setúbal le 10 avril 1597) est un architecte et ingénieur militaire italien. Avec Tiburzio Spannocchi, il a été le plus célèbre architecte et ingénieur militaire dans la péninsule ibérique pendant le règle de Philippe II.

## Biographie

### En Italie
Après sa naissance à Bologne, sa famille s'est déplacée dans sa prime jeunesse à Pesaro, sur la côte Adriatique, où son père Bartolomeo est horloger et joaillier. Avec son frère, Ludovico, Filippo Terzi a fréquenté la prestigieuse école technico-scientifico-militaire d'Urbino, capitale du duché d'Urbino, dirigée par Federico Commandino, Girolamo Genga, Raniero del Montea où il a étudié l'architecture, l'ingénierie, l'art militaire, l'hydraulique, la géométrie, les mathématiques et le dessin.
Il y est reconnu et apprécié par Girolamo Genga. Il lui demande de collaborer avec son fils Bartolomeo sur l'agrandissement du palais ducal de Pesaro, sur la villa Miralfiore. Après la mort de Girolamo Genga, en 1551, puis de son fils Bartolomeo, en 1558, il est responsable de nombreux chantiers. Il a porté le titre d'architecte ducal pendant vingt années sous Guidobaldo II. À Pesaro, Filippo Terzi a travaillé sur le projet Cavallerizza (écuries ducales qui ont été ensuite transformées en théâtre), la décoration intérieure des églises et des agrandissements de ce qui est maintenant connu comme « Palais de Bavière ». Terzi a travaillé dans d'autres centres du duché, à Fossombrone, où il a conçu le palais communal ; à Fano, pour l'église Notre-Dame de Grâce ; et à Orciano, sur le campanile. Il a ensuite refait complètement le centre ville de Barchi en adoptant une nouvelle configuration. Cette transformation a été considérée comme son chef-d'œuvre. Après la mort de Guidobaldo II, il doit quitter Urbino et ses ouvrages lui ont ouvert les portes de Rome et de la cour pontificale, en 1576.

### Au Portugal

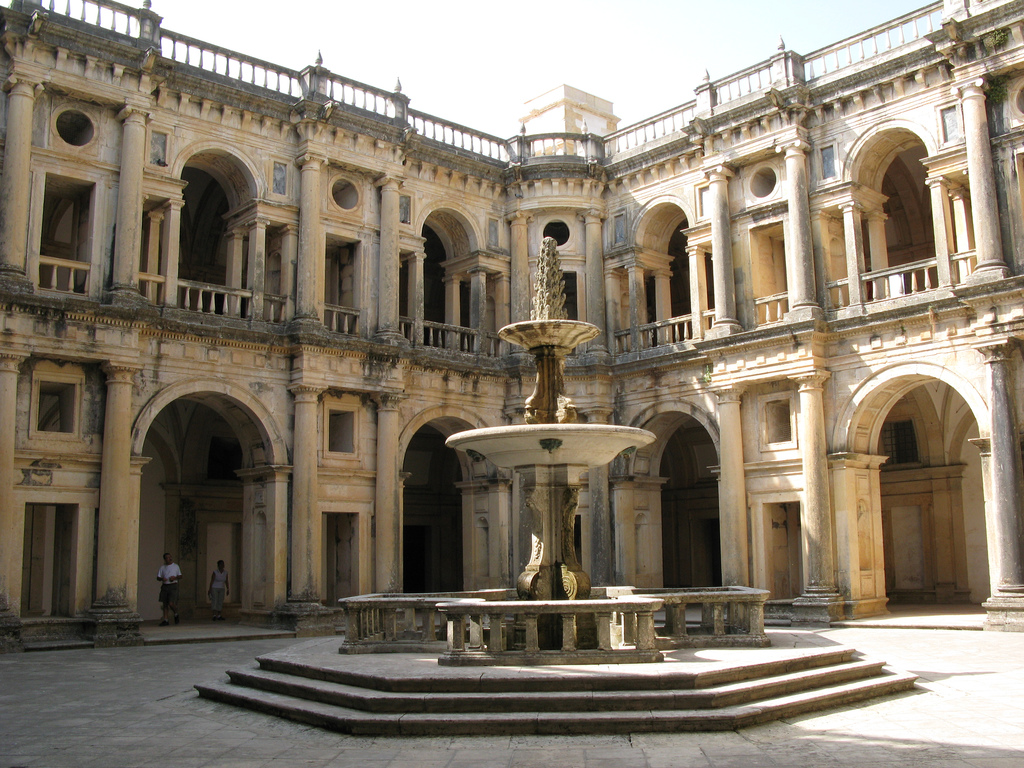
Le cloître principal du Couvent de l'ordre du Christ

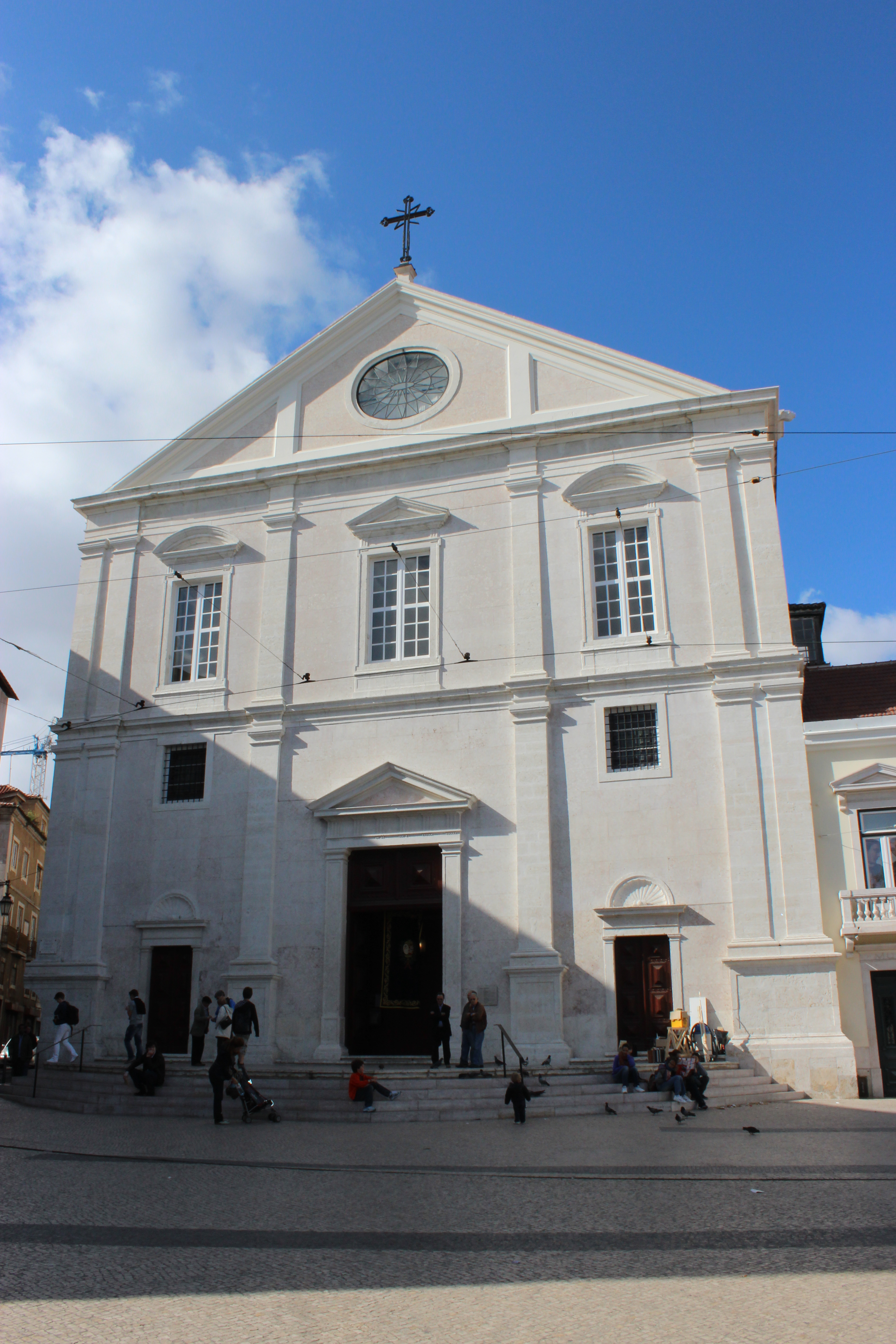
Façade de l'église São Roque (Saint-Roch) de Lisbonne

Le séjour de Filippo Terzi à Rome fut bref. En avril 1577, il s'installe à Lisbonne à l'invitation du roi Sébastien Ier. En 1578, il accompagne le roi dans l'expédition d'Afrique qui s'est terminée le 4 août à la bataille d'Alcácer-Quibir (Ksar el-Kébir) où le roi est tué et Terzi est fait prisonnier. Henri Ier devient roi du Portugal et paie les rançons des prisonniers. Terzi revient à Lisbonne.
En 1580, Philippe II est élu roi du Portugal et a unifié sous la même dynastie toute la péninsule ibérique. Le roi n'ayant pas pu se rendre à Lisbonne à cause d'une épidémie de peste noire, Philippe II avait réuni le 26 avril 1581 les grands dignitaires du royaume à Tomar, dans le couvent de l'ordre du Christ, pour se faire reconnaître comme roi du Portugal. Le couvent n'étant pas terminé, Filippo Terzi a été chargé de faire une construction en bois pour la cérémonie. Il a été ensuite chargé des décors pour l'entrée triomphale de Philippe II d'Espagne, Philippe Ier du Portugal, à Lisbonne, le 29 juin 1581.
Le roi ayant été satisfait de ses prestations, Terzi devient un de ses architectes de confiance. Lors d'une visite au Portugal en 1582, le roi a voulu le rencontrer personnellement et lui a alors confié les premiers travaux de restructuration et d'agrandissement de la forteresse de Setúbal (pt). En 1584, il est nommé maître des œuvres du Couvent de l'ordre du Christ, à Tomar, commencé par Diogo de Torralva en 1557 et interrompu sa mort en 1566, et où il a réalisé le cloître principal connu sous le nom de cloître de D. João III.
Plusieurs des ouvrages construits par Terzi à Lisbonne ont été détruits pendant le tremblement de terre de 1755.
Entre 1588 et 1590, il est chargé de l'agrandissement et de la fortification du port de Pessegueiro, sur le littoral de l'Alentejo. Il commence la construction du Fort de Santo Alberto sur l'île de Pessegueiro.
En 1590, Philippe II nomme Filippo Terzi surintendant général de tous bâtiments de la Couronne et de l'État portugais, de tous les bâtiments en construction ou en projet après la mort d'António Rodrigues (vers 1525-1590) qui avait succédé à Miguel de Arruda en 1564. L'architecte est également maître des œuvres de fortification et s'est vu confier la création et la direction d'une école d'architecture et de génie militaire, installée d'abord à Lisbonne, puis dans la ville universitaire de Coimbra.
Parmi les autres projets conçus et réalisés par Filippo Terzi dans ces années-là, on peut citer l'église de San Roque (Saint-Roch), à Lisbonne, le château de Santiago da Barra (pt), près de Viana do Castelo. Il a remodelé avant 1592 l'ancien palais épiscopal de Coimbra, transformé aujourd'hui en musée national Machado de Castro, qui contient la plupart des découvertes archéologiques dans la région de l'antique Conimbriga

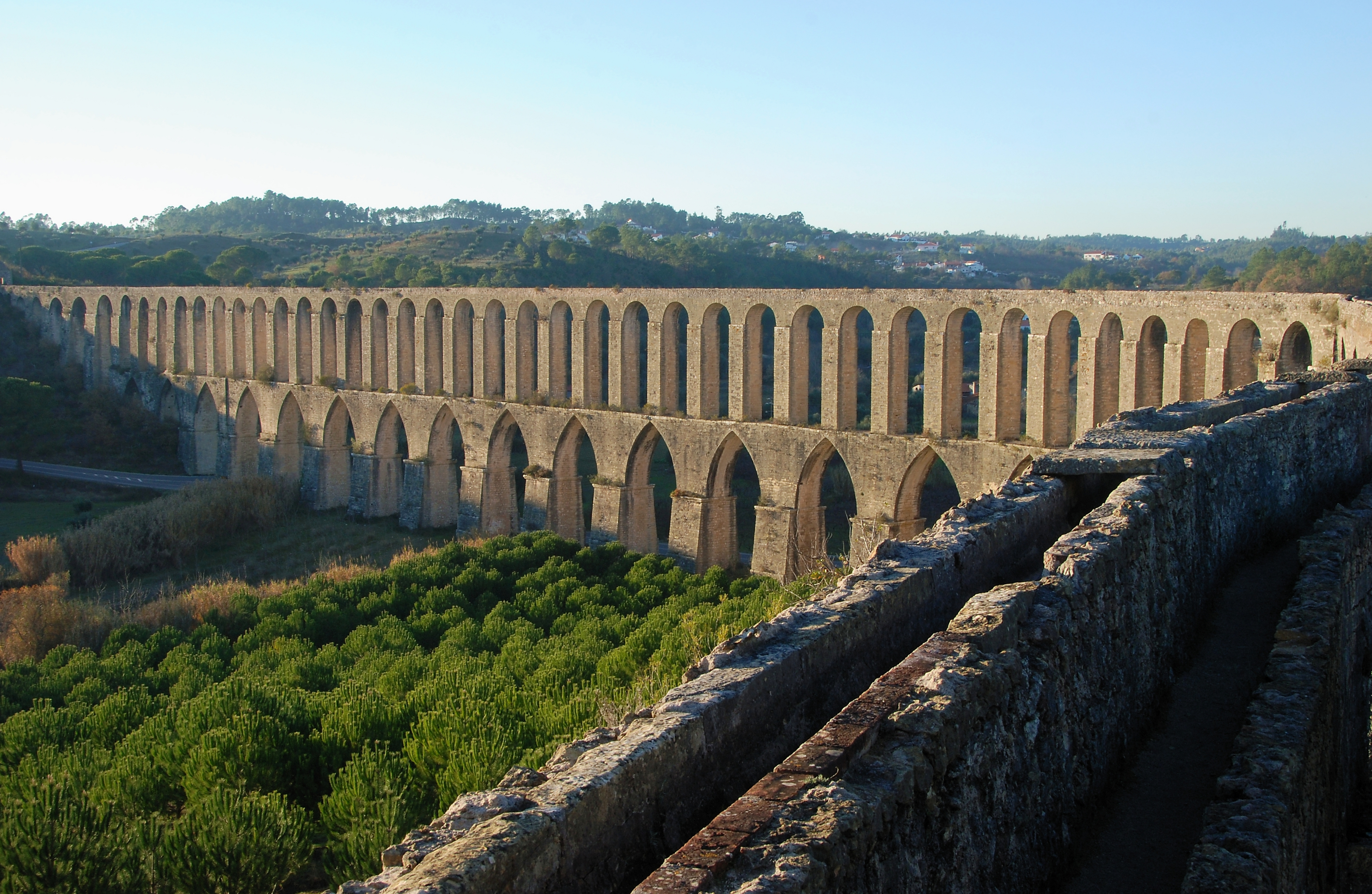
Aqueduc des Pegões Altos (Tomar)

Il a mis à profit ses connaissances en hydraulique dans la restauration de l'aqueduc de Coimbra (Aqueduto de São Sebastião) et la construction de l'aqueduc des Pegões Altos, à Tomar, pour alimenter le couvent de l'ordre du Christ. La construction de cet aqueduc a commencé en 1593 et a été terminée en 1614 par Pedro Fernandes de Torres.
Alors qu'il dirigeait la construction du fort de Sao Filipe, dans la ville de Setúbal, il meurt en 1597.

## Principaux ouvrages
- Reconstruction du centre ville de Barchi
- Couvent de l'ordre du Christ, Tomar : cloître principal
- Église de São Vincente de Flora, Lisbonne (1582–1605)
- Fort de Pessegueiro (1588–90), une forteresse située sur l'île de Pessegueiro qui est reliée à la côte,
- Fort de Santiago da Barra près de la ville de Viana do Castelo
- Chartreuse de Cazalla de la Sierra, Évora (1593-1621)
- Fort de São Filipe de Setúbal (1597) qu'il était en train de construire au moment de sa mort.
- Église de São Roque (Saint-Roch), à Lisbonne où il achève sa construction commencée par l'architecte Afonso Álvares.
- Aqueduc alimentant le couvent de l'ordre du Christ ou aqueduc des Pegões Altos, à Tomar, terminé après sa mort.

## Sources
- (pt) Cet article est partiellement ou en totalité issu de l’article de Wikipédia en portugais intitulé « Filipe Terzio » (voir la liste des auteurs).

- (es) Cet article est partiellement ou en totalité issu de l’article de Wikipédia en espagnol intitulé « Filippo Terzi » (voir la liste des auteurs).

- (it) Cet article est partiellement ou en totalité issu de l’article de Wikipédia en italien intitulé « Filippo Terzi » (voir la liste des auteurs).